# Grand Prix de Tours (cyclisme)
Pour la commémoration, voir Grand Prix de Tours.
Le Grand Prix de Tours est une course cycliste française disputée sur une journée depuis 1945 dans les environs de Tours, en Indre-et-Loire. Auparavant classé élite nationale, elle fait désormais partie du calendrier régional des épreuves "toutes catégories". 
Disputée initialement en critérium au circuit du boulevard Jean-Royer, l'épreuve se durcit par la suite en empruntant un autre circuit plus difficile, comportant plusieurs petites côtes. Alors que le Véloce Club de Tours souhaite déplacer le parcours sur un grand circuit routier au nord de Tours, la course reprend finalement sa forme initiale en 2017 en retournant sur le circuit du boulevard Jean-Royer, à la suite de problèmes administratifs.

## Palmarès depuis 1997
| Année | Vainqueur         | Deuxième            | Troisième          |
| ----- | ----------------- | ------------------- | ------------------ |
| 1997  | Frédéric Drillaud | Christophe Gauthier | Marc Seynaeve      |
| 1998  | Bertrand Guerry   | Mickaël Boulet      | Laurent Planchaud  |
| 1999  | Petar Tzvetanov   | Tony Mann           | Fabrice Chabauty   |
| 2000  | Olivier Rigoreau  | Anthony Supiot      | Tony Mann          |
| 2001  | Bertrand Guerry   | Johan Jaquet        | Tomasz Kaszuba     |
| 2002  | Dominique David   | Bruno Teillet       | Camille Bouquet    |
| 2003  | Dominique David   | Stéphane Bellicaud  | Bruno Teillet      |
| 2004  | Cédric Lucasseau  | Mickaël Leveau      | Stéphane Bellicaud |
| 2005  | Anthony Graffin   | Vincent Templier    | Cédric Drouet      |
| 2006  | Romain Feillu     | Jakub Średziński    | Médéric Clain      |
| 2007  | Médéric Clain     | Cyril Bouhoux       | Alexis Merle       |
| 2008  | Alexis Merle      | Ronan Racault       | Kévin Denis        |
| 2009  | Lilian Pommier    | Anthony Graffin     | Médéric Clain      |
| 2010  | Médéric Clain     | Cho Ho-sung         | Benoît Sinner      |
| 2011  | Boris Chauveau    | Alexis Tourtelot    | Julien Gonnet      |
| 2012  | Mathieu Desniou   | Stéphane Duguenet   | Romain Combaud     |
| 2013  | Bertrand Goupil   | Baptiste Médard     | Yohan Soubes       |
| 2014  | Yohan Soubes      | Ronan Racault       | Julien Guay        |
| 2015  | Ronan Racault     | Baptiste Constantin | Pierre Ronxin      |
| 2016  | Pierre Ronxin     | Mickaël Larpe       | Boris Orlhac       |
| 2017  | Julien Guay       | Johan Paque         | Ronan Racault      |